# Lover’s End part 3
Lover’s End part 3: Skellefteå Serenade is een ep van Moon Safari. Moon Safari maakte vanaf de start een stormachtige ontwikkeling door. Van een vrijwel onbekend Zweeds bandje ontwikkelde het zich tot een koploper binnen de nieuwe progressieve rock. Toch durfde men het kennelijk in 2010 nog niet aan een dubbel-cd uit te brengen. Deze ep is het verlengde van hun studioalbum Lover's End, waarop de delen 1 en 2 staan. Deel 3 sluit daarop aan. De ep werd al verkocht tijdens de tournee behorende bij Lover's End, maar werd later ook via het “gewone” verkoopkanaal uitgebracht. 
De subtitel verwijst naar thuisbasis Skellefteå. Voor de mix en mastering week men uit naar Jonas Reingold van The Flower Kings.

## Musici
- Simon Åkesson - toetsinstrumenten en zang
- Petter Sandström - akoestische gitaar en zang
- Pontus Åkesson - elektrische gitaar en zang
- Johan Westerlund - basgitaar en zang
- Tobias Lundgren - slagwerk en zang
- Sebastian Åkesson - zang en “van alles en nog wat”

## Muziek
| Nr. | Titel                                    | Duur  |
| --- | ---------------------------------------- | ----- |
| 1.  | Lover’s End, part 3: Skellefteå Serenade | 24:21 |